# Born to Run (Lost)
 For alternative betydninger, se Born to Run (flertydig). (Se også artikler, som begynder med Born to Run)
"Born to Run" er 22. afsnit af den amerikanske tv-serie Lost. Historien er lavet af Javier Grillo-Marxuach, og manuskriptet af Edward Kitsis og Adam Horowitz. Tucker Gates har instrueret afsnittet, der blev sendt første gang den 11. maj 2005 på American Broadcasting Company.